# Freedom (New York)
Pour les articles homonymes, voir Freedom.
Freedom est une ville située dans le Comté de Cattaraugus, État de New York, États-Unis. En 2020, elle comptait une population de 2 267 habitants, estimée au 1er juillet 2021 à 2 244 habitants.

## Histoire
Les Premiers colons sont arrivés vers 1811. La ville de Freedom a été fondée en 1820, composée de la "ville Ischua" (maintenant la ville de Franklinville). Une partie de Freedom est devenue la ville de Yorkshire en 1844.

## Géographie
Le nord de la ville est à la frontière du Comté de Wyoming et l'est de la ville est à la frontière du Comté d'Allegany.
New York State Route 98 (en) est une autoroute qui traverse la ville du nord au sud, et New York State Route 243 (en) commence au sud de la ville.

### Communes voisines
À l'est de Freedom, il y a la ville de Centerville se trouvant dans le Comté d'Allegany, et à l'ouest de la ville de Freedom, il y a la ville de Yorkshire. Au nord se trouve la ville d'Arcade appartenant au Comté de Wyoming tandis qu'au sud se trouve la ville de Farmersville.